# جان كلود يونكر
جان كلود يونكر (باللوكسمبورغية: Jean-Claude Juncker)‏ من مواليد 9 ديسمبر 1954، هو سياسي من لوكسمبورغ شغل منصب رئيس المفوضية الأوروبية منذ 2014. حتى 2019 شغل منصب رئيس وزراء لوكسمبورغ من 1995 حتى 2013، كما شغل منصب وزير المالية من العام 1989 حتى .2009

## روابط خارجية
- جان كلود يونكر على موقع IMDb (الإنجليزية)
- جان كلود يونكر على موقع الموسوعة البريطانية (الإنجليزية)
- جان كلود يونكر على موقع مونزينجر (الألمانية)
- جان كلود يونكر على موقع قاعدة بيانات الفيلم (الإنجليزية)